# Outcasts (Freak of Nature)
Outcasts è una raccolta del gruppo musicale statunitense Freak of Nature, comprendente alcuni lati B e demo registrati dal gruppo durante i suoi anni di attività.

## Tracce
1. Blame it on the Fool
2. One Love
3. Where You Belong
4. Wartime
5. Dead and Gone
6. What Am I?
7. I Regret
8. Can't Find My Way
9. If
10. Turn the Other Way
11. Are You Ready?
12. Possessed
13. Disturbing the Peace

## Formazione
- Mike Tramp – voce
- Dennis Chick – chitarra solista
- Kenny Korade – chitarra ritmica
- Jerry Best – basso
- Johnny Haro – batteria
- Oliver Steffensen – chitarra solista
- Marcus Nand – chitarra ritmica